# Moss Hart

Moss Hart, U.S. Postal Service (2004)

Moss Hart (* 24. Oktober 1904 in New York City, New York; † 20. Dezember 1961 in Palm Springs, Kalifornien) war einer der bekanntesten US-amerikanischen Schriftsteller, Drehbuchautoren und Dramatiker des 20. Jahrhunderts.

## Leben
Moss Hart wuchs in ärmlichen Verhältnissen auf. Sein erstes Stück schrieb er als 12-Jähriger und führte es mit großer Begeisterung seiner Verwandten aus der Bronx auf. Kurz vor seinem 15. Geburtstag musste er von der Schule abgehen, um seine Familie finanziell zu unterstützen, indem er in einer Kleiderfabrik arbeitete. Nebenbei leitete Hart eine kleine Theatergruppe in der Bronx und in Newark. In den 1930er Jahren hatte Moss Hart die ersten Erfolge als Bühnenautor, zusammen mit George Simon Kaufman, der seinerseits auch nur mit Co-Autoren erfolgreich war. Es folgten eine Reihe von weiteren Theaterstücken, wobei sie 1937 für You Can't Take It With You den Pulitzer-Preis gewannen. Neben seiner Beschäftigung als Dramatiker inszenierte Hart teilweise auch von anderen Schriftsteller Drehbücher für Theater und Film. 1941 verfasste er das Filmskript Ein neuer Stern am Himmel, der sich sechs Jahre zuvor für das Filmskript von Elia Kazans Oscar-prämierten Film Tabu der Gerechten (1947) verantwortlich gezeigt hatte. Er erhielt eine Prämie von 100.000 US-Dollar und zum ungestörten Arbeiten ein Haus im kalifornischen Palm Springs. Er orientierte sich weitestgehend an der 1937er Drehbuch-Version von Dorothy Parker, Alan Campbell und Robert Carson. Das Musical My Fair Lady (1956) mit Julie Andrews als rotzfreche Blumenverkäuferin Eliza Doolittle wird zu einer der erfolgreichsten Bühnenstücke am Broadway. Moss Hart soll die junge Schauspielerin ganze zwei Tage am Stück gedrillt haben, um ihr die Songs, die Bewegungen und den Cockney-Dialekt beizubringen.

## Familie
Am 10. August 1946 heiratete Moss Hart in New York City die Schauspielerin Kitty Carlisle (eigentlich Catherine Conn, 1910–2007). Aus der Ehe gingen zwei Kinder hervor: Christopher (* 1948), Theaterproduzent, und Catherine (* 1950), Physikerin. Moss Hart starb am 20. Dezember 1961 an einem Herzinfarkt in Palm Springs und wurde in Hartsdale, New York, bestattet.
Vor seiner Ehe behaupteten Freunde und Boulevardzeitungen, dass Moss Hart homosexuell wäre und er jahrelang deswegen in Therapie gewesen sei. So schrieb er für den bisexuellen Schauspieler Danny Kaye, in dessen Rolle im Theaterstück Hans Christian Andersen, folgende Zeilen:

„Sie wären überrascht, wieviele Könige sich eine Königin mit Schnauzbart hielten.“

## Werke (Auswahl)

### Zusammenarbeit mit George Simon Kaufman
- 1930 Once in a Lifetime
- 1934 Merrily We Roll Along
- 1936 You Can't Take It With You (dt. Man lebt nur einmal. Komödie in drei Akten; auch: Freut euch des Lebens. Lustspiel in 3 Akten)
- 1937 I'd Rather Be Right
- 1939 The Man Who Came to Dinner (dt. Der Ehrengast)
- 1940 George Washington Slept Here (dt. Hier schlief Washington oder Wir ziehen aufs Land. Komödie in drei Akten)

### Theaterstücke
- 1941 Lady in the Dark (dt. Lady in the dark. Ein Dramato-Musical = Die Dame im Dunkeln)
- 1943 Winged Victory
- 1948 Light Up the Sky

## Filmografie

### Drehbuch
- 1947: Tabu der Gerechten (Gentleman’s Agreement)
- 1952: Hans Christian Andersen und die Tänzerin (Hans Christian Andersen)
- 1954: Ein neuer Stern am Himmel (A Star Is Born)
- 1954: König der Schauspieler (Prince of Players)
- 1963: Act One

### Literarische Vorlage
- 1938: Lebenskünstler (You Can’t Take It with You)
- 1942: Der Mann, der zum Essen kam (The Man Who Came to Dinner)
- 1942: Unser trautes Heim (George Washington Slept Here)
- 1944: Die Träume einer Frau (Lady in the Dark)

### Idee
- 1975: Bleib mir ja vom Leib (That Lucky Touch)

## Auszeichnungen
- 1937 Pulitzer-Preis für Theater
- 1957 Tony Award für das Theaterstück My Fair Lady